# جون وودز ديوك
جون وودز ديوك (بالإنجليزية: John Woods Duke)‏ هو عازف بيانو وملحن أمريكي، ولد في 30 يوليو 1899، وتوفي في 26 أكتوبر 1984.

## وصلات خارجية
- جون وودز ديوك على موقع ميوزك برينز (الإنجليزية)
- جون وودز ديوك على موقع ديسكوغز (الإنجليزية)